# De Kuip
Stadionul Feijenoord, cunoscut simplu și ca De Kuip (pronunție în neerlandeză [də ˈkœyp]) (Cada), este un stadion din Rotterdam, Olanda dat în exploatare în 1937. Denumirea se trage de la zona în care se află, districtul "Feijenoord" în Rotterdam, și de la clubul cu același nume (deși numele clubului a fost apoi internaționalizat în Feyenoord în 1973). Capacitatea inițială a stadionului a fost de 64.000 de locuri. În 1949 el a fost extins la 69.000, și în 1994 a fost renovat din nou la capacitatea de 51.177 (49.000 pentru meciurile KNVB).

## Galerie

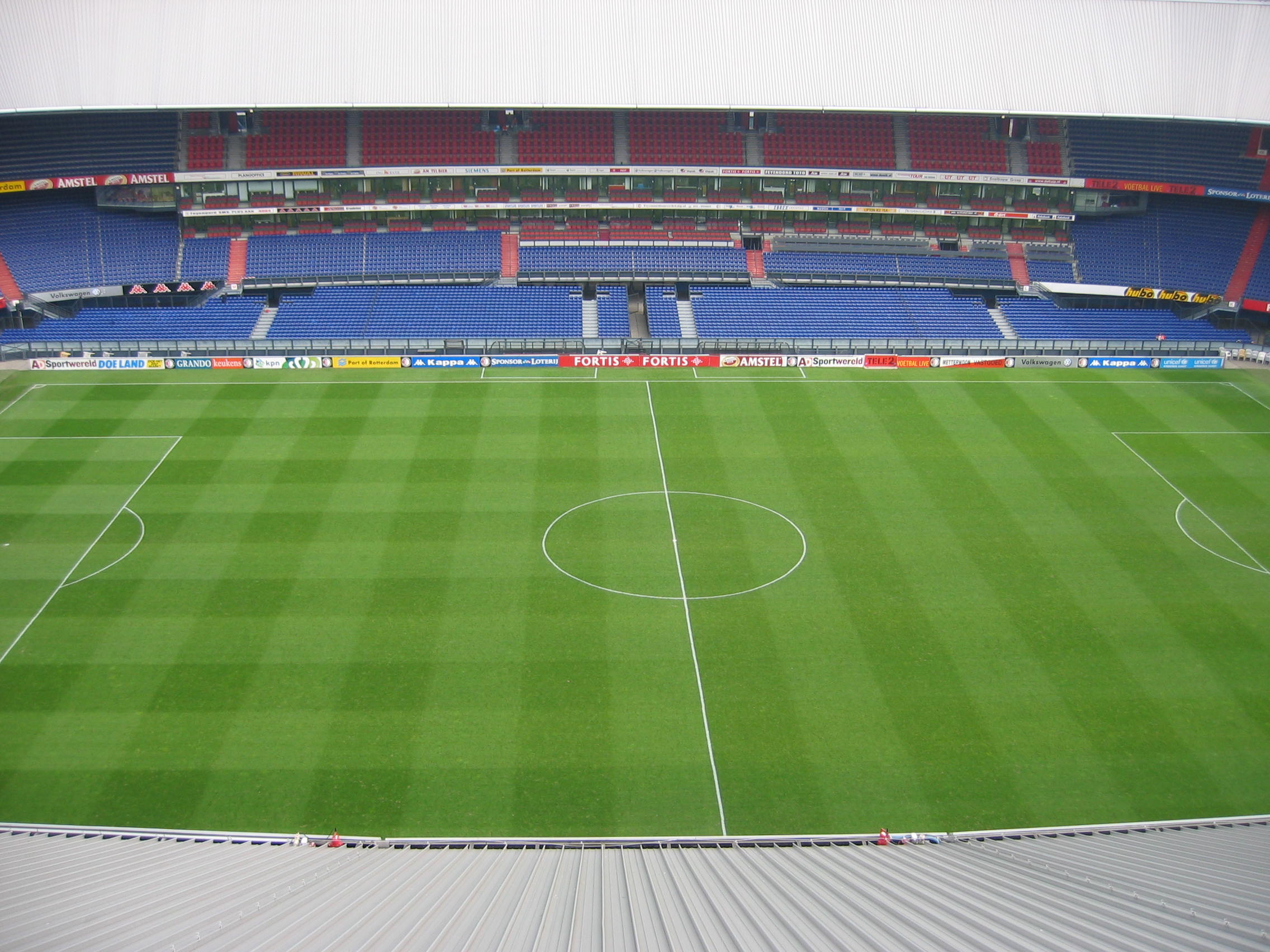
Interiorul stadionului
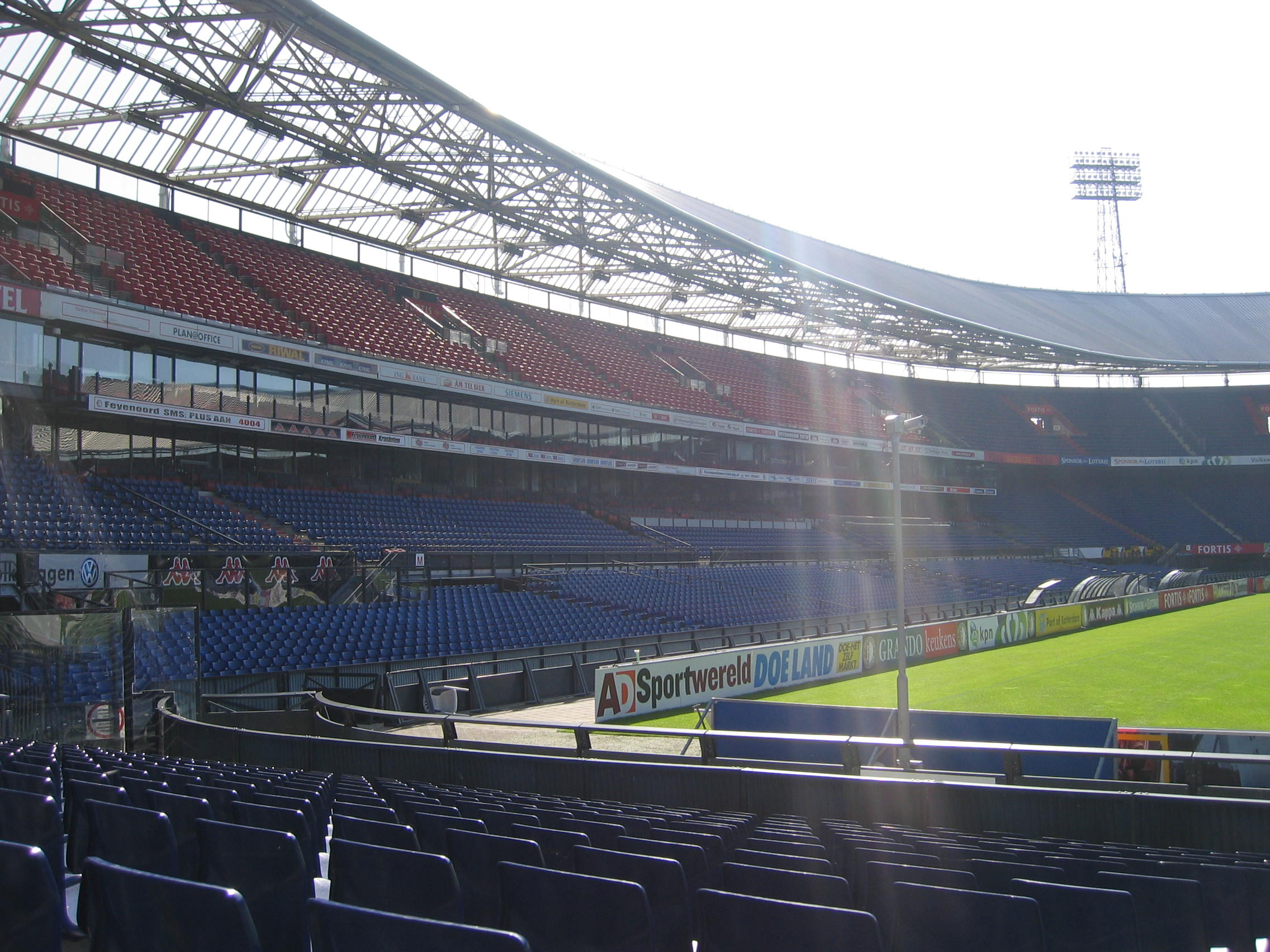
Interiorul stadionului
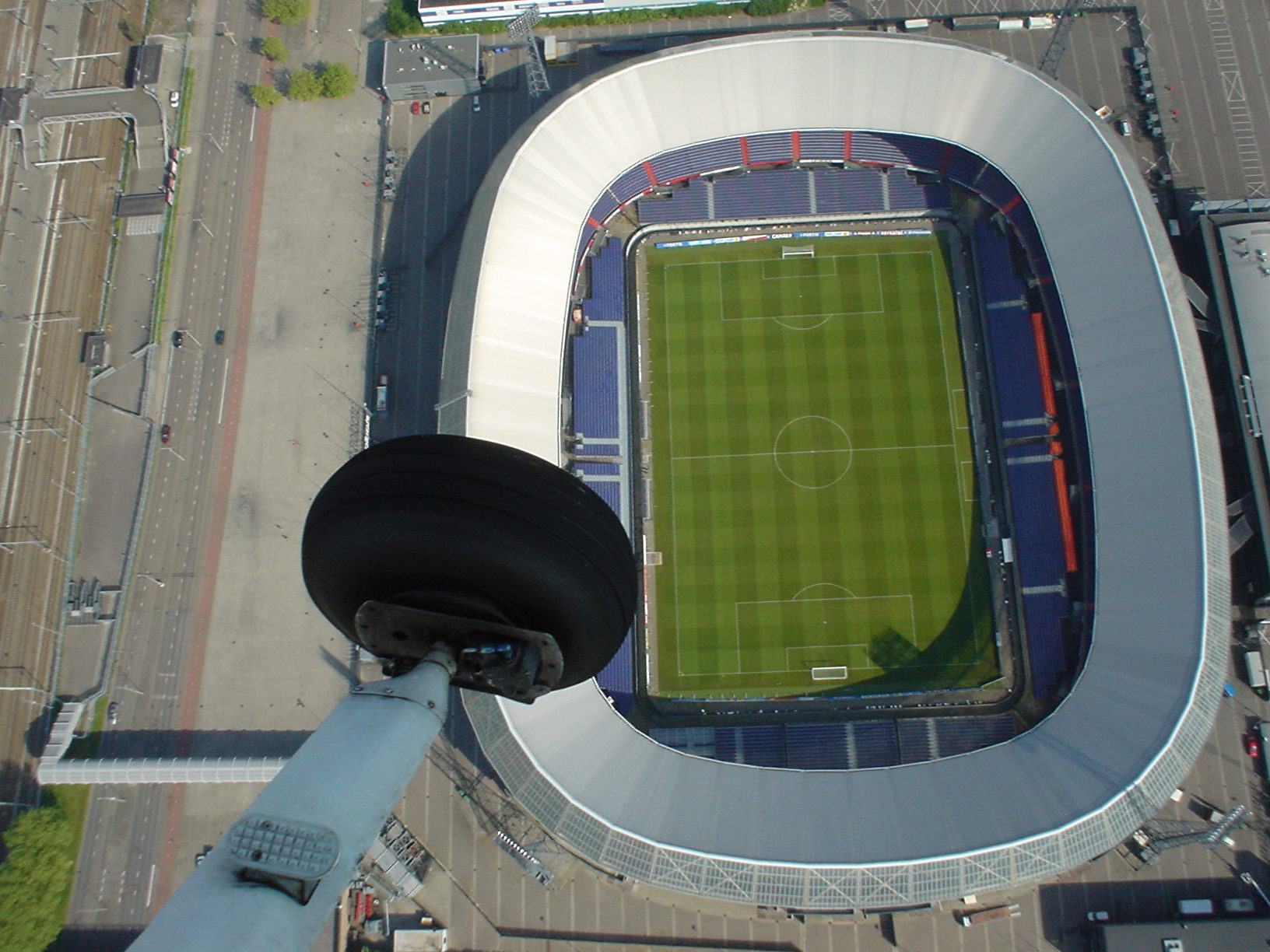
Vedere din aer
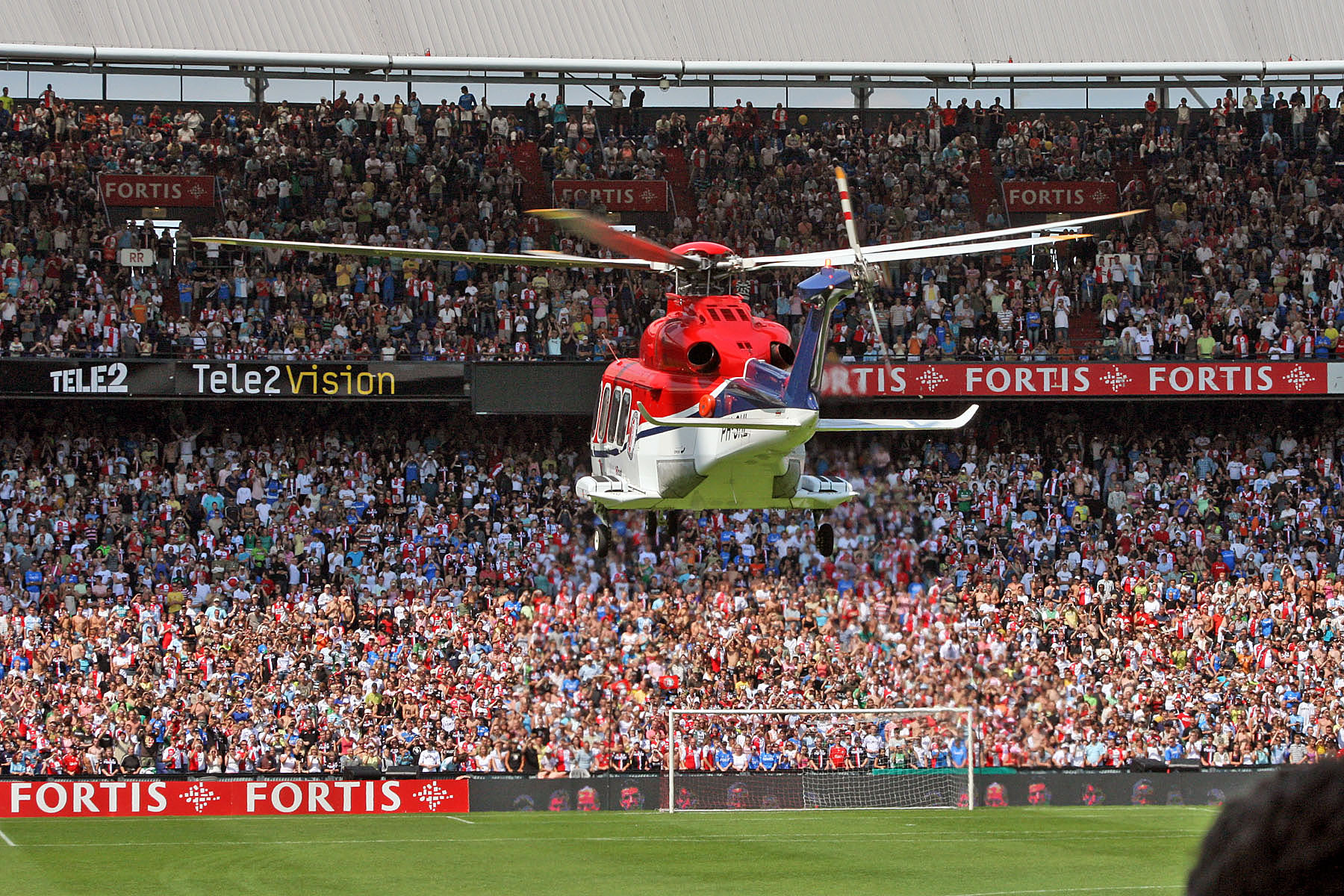
Elicopterul Feyenoord aterizând pe stadion